# 에밀리아니아속
에밀리아니아속(Emiliania)은 원석조강 이소크리시스목에 속하는 착편모조류 속의 일종이다. 에밀리아니아 훅슬레이이(E. huxleyi) 종을 포함하고 있다.